# Song 3
«Song 3» — сингл российской дэткор-группы Slaughter to Prevail и японской каваии-метал-группы Babymetal, вышедший 28 мая 2025 года на лейбле Capitol Records. Также он войдет в альбом Grizzly группы Slaughter to Prevail и альбом Metal Forth группы Babymetal.

## Создание и релиз
1 апреля 2025 Babymetal анонсировала свой пятый альбом Metal Forth. Также был опубликован треклист, в котором указано, что Song 3 войдёт в альбом. Альбом выйдет в свет 8 августа 2025 под лейблом Capitol Records. 23 апреля 2025 было анонсировано, что песня также войдёт в альбом Grizzly группы Slaughter to Prevail. 23 мая 2025 года было выпущено тизер-видео, в котором обе группы вступают в схватку друг с другом. Впервые песня была исполнена вживую 10 мая 2025 года во время концерта в рамках мирового тура «BABYMETAL UK & EUROPE ARENA TOUR 2025» на арене Forest National в Брюсселе, Бельгия. Официальный выпуск сингла состоялся 28 мая 2025 года.
Композицию написали Джек Симмонс и Александр Шиколай из Slaughter to Prevail, а партию для сямисэна сделал Мэтт Хифи из Trivium. Текст песни представляет собой «считалку», полную игры слов.

## Музыкальный стиль
Песня описывается как серия «гротескных низов», дополненная мощными дэткор-риффами, поп-тяжёлыми припевами и фирменным музыкальным стилем Babymetal. Одним из наиболее примечательных аспектов является гроул-дуэт Алекса и Momometal. Благодаря этому песня не только «дьявольская» или «кавайная», но и уникальная в своём роде.
Сама группа Babymetal назвала Song 3 одним из своих самых мощных треков на сегодняшний день. Он сочетает в себе грубый и напористый вокал Slaughter to Prevail с мелодичными припевами Babymetal. «В результате получилась напряжённая и театральная музыка, но при этом контролируемая — это тот баланс, на котором группа специализируется уже давно».

## Музыкальное видео
Клип на песню был выпущен 28 мая 2025 года одновременно с выходом сингла. Режиссёром клипа выступил Такасуке Като, а хореография поставлена Микико Мидзуно.
Сюжет клипа рассказывает историю о маленьком Алексе, который в юности подвергался травле со стороны злых демонов. Он много тренируется и, в том числе благодаря помощи участниц из Babymetal, превращается в чудовище, обладающее силами природы. В конце концов он побеждает демонов.

## Реакция
Изабелла Амброзио из Metal Injection описала песню как тяжёлую с довольно стандартным грязным вокалом Алекса и свойственными Babymetal уникальными мотивами. Она также отметила, что брейкдаун оставляет желать лучшего. Сам трек в целом относительно скучный и не выделяется на фоне того, что слушатели «любят в дэткоре». Джон Хадусек из Consequence охарактеризовал песню как контролируемый хаос, граничащий с авангардом и поставил на первое место в еженедельной рубрике «лучшие треки в стиле метал, панк и хард-рок, которые вы должны услышать». Он также назвал трек бескомпромиссным и дико экспрессивным; он настолько безумный, что потребуется прослушать несколько раз, чтобы понять.
Song 3 вошла в ежедневный чарт Oricon «Top Digital Singles» на 9 место 29 мая 2025 года. Песня также попала в чарты Billboard Japan «Download Songs» на 72 место 4 июня 2025 и Billboard «World Digital Song Sales» на 9 место 07 июня 2025. Kerrang! поставили Song 3 на 6 место в своём еженедельном чарте «Лучшая новая музыка» от 30 мая 2025.

## Чарты
| Чарт (2025)                                | Высшая позиция |
| ------------------------------------------ | -------------- |
| Япония (Daily Top Digital Singles, Oricon) | 9              |

| Чарт (2025)                                             | Позиция |
| ------------------------------------------------------- | ------- |
| Япония (Download Songs, Billboard Japan)                | 72      |
| США (World Digital Song Sales, Billboard)               | 9       |
| Великобритания (The best new music this week, Kerrang!) | 6       |

## История релизов
| Регион | Дата           | Формат                        | Лейбл           | Прим.              |
| ------ | -------------- | ----------------------------- | --------------- | ------------------ |
| Мир    | 28 мая 2025    | Цифровая дистрибуция стриминг | Century Media   | Сингл              |
| Мир    | 8 августа 2025 | Цифровая дистрибуция стриминг | Capitol Records | Альбом Metal Forth |